# Сент-Олер, Луи де
Луи-Клер, граф де Сент-Олер (фр. Louis-Clair de Beaupoil, comte de Sainte-Aulaire; 1778—1854) — французский историк.
Сын Шарля Луи де Бополя, маркиза де Сент-Олера (1758—1829), пэра Франции, и Эжеди Луиз Мари де Рансонне де Нуайан (1756—1854). 
В качестве члена палаты депутатов (1815—1829) был в левых рядах и противодействовал изгнанию Манюэля; при Луи-Филиппе был посланником в Риме, Вене и Лондоне; после 1848 года остался не у дел.
Написал «Histoire de la Fronde» (1827), где рассматривает Фронду как первую попытку создать конституционную монархию, и «Considérations sur la démocratie» (1850); перевел несколько немецких драм («Фауст», «Эмилия Галотти») изд. в «Chefs d’oeuvre des theâtres étrangers» (1823).

## Семья
1-я жена (11 флореала VI года (30.04.1798): Генриетта де Сеглиер де Бельфорьер, дама де Суайекур (1774—1802), дочь Луи Армана де Сеглиера, маркиза де Суайекура (1722—1791) и Вильгельмины-Генриетты фон Нассау-Саарбрюккен (1752—1829)
Дочь:
- Эжеди Вильгельмина де Бополь де Сент-Олер (1802—1873). Муж (11.08.1818): Эли Луи Деказ, герцог де Глюксберг (1780—1860)

2-я жена (29.05.1809): Луиз Шарлотт Виктуар Гримоар де Бовуар дю Рур де Бомон-Бризон (1791—1874), дочь Никола Луи Огюста Гримоар де Бовуар дю Рур де Бомон-Бризона (1753—1843) и Дениз Гримоар де Бовуар дю Рур (1763—1846)
Дети:
- Луи Камиль Жозеф де Бополь де Сент-Олер (1810—1896), граф де Сент-Олер. Жена (21.10.1836): Альфонсина Азалаис д'Этурнель (ок. 1805—1893), дочь Рембо, маркиза д'Этурнеля (1777—1847), и Дельфин Аглае де Кастеллан-Мажастр (1783—1831)
- Эжеди Викторин де Бополь де Сент-Олер (ок. 1811—). Муж (16.06.1834): барон Эмиль де Лангсдорф (1803—1867)
- Олимпи Жозефин Элали Каролин де Бополь (1813—1898). Муж (17.07.1838): граф Филипп д'Эстерно (1805—1883)
- Жанна Пола де Бополь де Сент-Олер (1817—1893). Муж (5.08.1841): маркиз Жорж д'Аркур д'Олонд (1808—1883)